# أولوداه اكيوانو
أولوداه اكيوانو (بالانجليزية: Olaudah Equiano) (15 أكتوبر 1745 - 31 مارس 1797)، لُقب معظم حياته باسم غوستلفوس فاسا، كاتب وعضو بارز في الحركة البريطانية من أجل إلغاء تجارة الرقيق، تعود أصوله وفقًا لمذكراته إلى منطقة إيبو من مملكة بنين (جنوب نيجيريا اليوم). استُعبد عندما كان طفلًا، ونُقل إلى منطقة البحر الكاريبي وبيع كعبد لضابط في البحرية الملكية البريطانية. بيع مرتين آخرين لكنه اشترى حريته في عام 1766.
كرجل حر في لندن، دعم اكيوانو حركة إلغاء العبودية في بريطانيا. كما كان عضوًا تابعًا لمجموعة أبناء إفريقيا وهي مجموعة تتألف من أفارقة يعيشون في بريطانيا، سعت لإلغاء العبودية، كما كان نشطًا بين قادة حركة تجارة الرقيق في الثمانينيات من القرن التاسع عشر. نشر كتاب سيرته الذاتية، ذا انتريستينغ ناراتيف أوف ذا لايف أوف أولوداه اكيوانو (The Interesting Narrative of the Life of Olaudah Equiano) (1789)، التي صورت فظائع العبودية. ومر الكتاب بتسع إصدارات وساعده هذا في الحصول على تمرير قانون تجارة الرقيق البريطاني سنة 1807، الذي ألغى تجارة الرقيق. تزوج اكيواتو من امرأة إنجليزية تدعى سوزانا كولين في عام 1792 وأنجبا ابنتين.
منذ أواخر القرن العشرين وعندما نشر كتاب سيرته الذاتية في طبعة جديدة، دُرست حياته بشكل متزايد من قبل مجموعة من الباحثين، بما في ذلك باحثين من وطنه الأم.

## النشأة وفترة استعباده
وفقًا لمذكراته، وُلد اكيوانو في إيساكا، إيبو في مملكة بنين. وروى حادثة محاولة اختطاف أطفال من قريته، قرية شعب الإيغبو، التي أحبطها عدد من البالغين بعد انتباههم للخاطفين. تقع القرية في الجزء الجنوبي الشرقي من نيجيريا الحالية. ولطالما تُرك عندما كان في سن الحادية عشرة رفقة أخته بمفردهما لرعاية مباني أسرتهما، كما كان شائعًا في القرية كلما خرج البالغون من المنزل للعمل. اختطفا ونُقلا بعيدًا عن مسقط رأسهما، ثم فُصلا وبيعا لتجار الرقيق. بعد أن تغير أصحابه عدة مرات، التقى اكيوانو مع أخته مرة أخرى، ولكنهما فُصلا مجددًا. روى أنه أُخذ عبر نهر كبير إلى الساحل، حيث احتُجز من قبل تجار الرقيق الأوروبيين لنقله عبر المحيط الأطلسي في وقت لاحق. ثم نُقل مع 244 مستعبدًا إفريقيًا آخر عبر المحيط الأطلسي إلى باربادوس في جزر الهند الغربية البريطانية. أُرسل بعد ذلك رفقة عدد قليل من العبيد للبيع في مستعمرة فرجينيا. 
جادل الباحث الأدبي فنسنت كاريتا في مصداقية سيرة اكيوانو في عام 2005 واقترح إمكانية ولادة الناشط في ولاية كارولينا الجنوبية الاستعمارية بدلًا من إفريقيا، بناءً على تسجيل سنة 1759 للمعمودية الأبرشية التي تذكر أن مكان ميلاد اكيوانو في ولاية كارولينا. وكان استنتاج كاريتا محل خلاف من قبل الباحثين الآخرين الذين يعتقدون دعم جميع الأدلة رواية اكيوانو التي تقول إنه قادم من إفريقيا.
اشترى مايكل هنري باسكال ملازم البحرية الملكية، اكيوانو في فرجينيا. وأعاد باسكال تسمية الصبي «غوستافوس فاسا»، تيمنًا بالنبيل السويدي غوستاف الأول الذي انتخب ملكًا للسويد عام 1523 بعد حرب التحرير السويدية. أُعيدت تسمية اكيوانو مرتين بالفعل: سُمي مايكل أثناء وجوده على متن سفينة العبيد التي جلبته إلى الأمريكتين، ويعقوب من قبل صاحبه الأول. رفض اكيوانو هذه المرة وأخبر صاحبه الجديد أنه يفضل أن يطلق عليه اسم يعقوب. ويقول: «تسبب له رفضه في الكثير من الصفع» وتقبل في النهاية اسمه الجديد. استخدم هذا الاسم لبقية حياته، بما في ذلك في جميع السجلات الرسمية، واستخدم اسم اكيوانو فقط عند كتابة سيرته الذاتية.

## إطلاق سراحه
وظّف روبرت كينغ إكيوانو في العمل على خطوط الشحن وفي مخازنه. في عام 1765، عندما كان إكيوانو يبلغ من العمر نحو 20 عامًا، وعده كينغ أنه بإمكانه شراء حريته مقابل سعر شرائه البالغ 40 جنيه استرليني (أي ما يعادل 5,500 جنيه استرليني في عام 2019). علّم كينغ إكيوانو القراءة والكتابة بطلاقة أكبر، ووجهه على طريق الدين، وسمح له بالعمل في التجارة المدرة للربح لحسابه الخاص، وكذلك نيابة عن مالكه. تاجر إكيوانو بالفواكه والكؤوس الزجاجية وغيرها من الأصناف بين جورجيا وجزر الكاريبي. سمح كينغ لإكيوانو بشراء حريته، التي اكتسبها في عام 1766. شجّع التاجر إكيوانو على البقاء شريكًا له في العمل. مع ذلك، رأى إكيوانو أن بقاؤه في المستعمرات البريطانية يقيد من حريته. أثناء شحن سفينة في جورجيا، كان على وشك التعرض للاختطاف مجددًا من أجل استعباده.

## الحرية
ذهب إكيوانو إلى إنجلترا بحلول عام 1768. استمر بالعمل في البحر، وسافر في بعض الأحيان كعامل ضمن طاقم السفينة وأقام في إنجلترا. في عام 1773، سافر إلى المنطقة القطبية الشمالية على متن سفينة البحرية الملكية المتجهة في بعثة استكشافية نحو القطب الشمالي. عمل في تلك الرحلة مع الدكتور تشارلز إرفينغ، والذي طور عملية لتقطير مياه البحر وجنى ثروة منها فيما بعد. بعد ذلك بعامين، وظّف إرفينغ إكيوانو في مشروع على ساحل موسكيتو في أمريكا الوسطى، حيث كان من المقرر أن يستخدم خلفيته الأفريقية للمساعدة على اختيار العبيد وإدارتهم للعمل في مزارع قصب السكر. دامت صداقة إرفينغ وإكيوانو وعلاقة العمل بينهما ما يتجاوز العقد، إلا أن مشروع المزارع فشل.
في عام 1776، غادر إكيوانو ساحل موسكيتو ووصل إلى بليموث بإنجلترا في 7 يناير 1777.

## رائد قضية التحرير من العبودية
استقر إكيوانو في لندن، حيث انخرط عام 1780 في حركة التحرير من العبودية. كانت حركة الإبطالية قوية بين أفراد جمعية الأصدقاء الدينية، إلا أن جمعية الإبطالية تأسست في عام 1787 كمجموعة لا طائفية، وتألفت من أعضاء إنجليز، في محاولة للتأثير على البرلمان مباشرة. بموجب مرسوم الاختبار، اشتُرط على من أراد أن يكون عضوًا في البرلمان أن يكون على استعداد لتلقي القربان المقدس وفقًا لطقوس كنيسة إنجلترا. تأثر إكيوانو بتبشير جورج وايتفيلد.
في وقت مبكر من عام 1783، أبلغ إكيوانو الإبطاليين مثل غرانفيل شارب عن تجارة الرقيق، وكان في ذلك العام أول من أخبر شارب عن مذبحة سونغ، والتي حوكمت في لندن كدعوى قضائية لمطالبات التأمين. أصبح إكيوانو سببًا في حركة إلغاء العبودية وساهم في تطورها.
في 21 أكتوبر 1785، كان ضمن ثمانية مندوبين أفارقة في أمريكا لتقديم خطاب شكر إلى جمعية الأصدقاء الدينية في اجتماع عُقد في غراسيتشرش ستريت بلندن. أشار الخطاب إلى كتاب تحذير لبريطانيا العظمى ومستعمراتها لمؤلفه أنتوني بينزيت، مؤسس جمعية إغاثة الزنوج الأحرار المحتجزين في العبودية بشكل غير قانوني.
كان إكيوانو صديقًا للإبطاليين وتلقى دعمهم، وشجعه العديد منهم على كتابة قصة حياته ونشرها. تلقى دعمًا ماليًا من رجال الأعمال الخيرية والمحسنين الدينيين. روجت سيلينا هاستينغز، كونتيسة هنتنغدون، لمحاضراته وإعداده للكتاب.

## مذكراته
خلال فترة حياته، نُشر تسع طبعات من كتابه الرواية المثيرة للاهتمام عن حياة أولوداه إكيوانو، أو غوستافوس فاسا، الأفريقي (1789). يُعتبر كتابه أحد أقدم الأمثلة المعروفة عن كتابة تُنشر لمؤلف أفريقي لقراءتها على نطاق واسع في إنجلترا. بحلول عام 1792، كان أفضل الكتب مبيعًا ونُشر في روسيا وألمانيا وهولندا والولايات المتحدة. كانت أول رواية رقيق مؤثرة وأصبحت نوعًا أدبيًا منتشرًا. لكن تجربة إكيوانو في مجال الرق كانت مختلفة تمام الاختلاف عن تجربة أغلب العبيد، فلم يشارك في العمل بالحقول وخدم أصحابه شخصيًا وذهب إلى البحر ودرس القراءة والكتابة وعمل في التجارة.
كان لنشر رواية إكيوانو الشخصية عن العبودية ورحلته للتطور وتجاربه كمهاجر أسود سببًا في إثارة المشاعر. أجج الكتاب حركة متنامية لمكافحة الرق في بريطانيا العظمى وأوروبا والعالم الجديد وفاجأت روايته الكثيرين بنوعية صورها ووصفها وأسلوبها الأدبي.
في روايته، يذكر إكيوانو تفاصيل عن مسقط رأسه وقوانين وأعراف شعب الإيغبو. بعد أن أُلقي القبض عليه في صغره، وصف المجتمعات التي مر بها وهو أسير في طريقه إلى الساحل. تفصل سيرته الذاتية رحلته على متن سفينة العبيد ووحشية العبودية في مستعمرات جزر الهند الغربية وفيرجينيا وجورجيا.
علّق إكيوانو على الحقوق القليلة التي امتلكها الأحرار الملونين في الأماكن نفسها، والذين واجهوا كذلك مخاطر الاختطاف والاسترقاق. اعتنق إكيوانو المسيحية في سن 14، وكان ذلك ذا أهمية كبيرة بالنسبة له وتكرر ذكره في سيرته الذاتية. عُمّد في كنيسة إنجلترا عام 1759، ووصف نفسه في سيرته الذاتية بأنه بروتستانتي تابع لكنيسة إنجلترا ولكنه أُعجب كذلك بالميثودية.
قادت العديد من الأحداث التي تعرّض لها إكيوانو في حياته إلى التشكيك بإيمانه. شعر بالأسى في عام 1774 بسبب اختطاف صديقه، وهو طباخ أسود يُدعى جون أنيس، والذي نُقل قسرًا من السفينة البريطانية أنغليكانيا التي كانا يخدمان عليها. لم يلتزم مختطف صديقه، ويليام كيركباتريك، بالقرار الوارد في قضية سومرسيت (1772)، والذي يقضي بعدم إمكانية أخذ العبيد من إنجلترا دون إذنهم، بينما لم يدعم القانون العام المؤسسة في إنجلترا وويلز. نقل كيركباتريك أنيس إلى سانت كيتس، حيث عوقب بشدة وعمل في المزارع حتى وفاته. حاول إكيوانو بمساعدة غرانفيل شارب إطلاق سراح أنيس قبل نقله من إنجلترا لكنه لم ينجح. سمع أن أنيس عانى حتى مات في العبودية. على الرغم من التشكيك، فإنه يؤكد إيمانه بالمسيحية، كما ورد في الجملة قبل الأخيرة من عمله التي تستشهد بالنبي ميخا (سفر ميخا): «في نهاية المطاف، ما الذي يجعل أي حدث مهمًا، ما لم نصبح بملاحظته أفضل وأكثر حكمة، وتعلمنا إقامة العدل وحب الرحمة والسير بتواضع أمام الله؟»
أخبر إكيوانو في روايته كذلك عن استقراره في لندن. تزوج من امرأة إنجليزية وعاش معها في سوهام بكامبريدجشاي، حيث أنجبا ابنتين. أصبح أحد رواد الإبطالية في عام 1780، وحاضر في العديد من المدن ضد تجارة الرقيق. اشتهر إكيوانو بما قام به مع غرانفيل شارب في حركة مكافحة تجارة الرقيق، وجهودهم المبذولة لنشر الوعي حول مذبحة سونغ، والتي أصبحت معروفة في عام 1783.
وجد النقاد أن كتابه برهن على الإنسانية الكاملة والمعقدة للأفارقة بقدر ما برهن على عدم إنسانية الرق. اعتُبر الكتاب عملًا مثاليًا للأدب الإنجليزي من تأليف كاتب أفريقي جديد. أبلى إكيوانو بلاء حسنًا فيما يتعلق بمبيعات كتابه لدرجة أنه استقل عن المتبرعين له. سافر في جميع أنحاء إنجلترا واسكتلندا وأيرلندا لترويج كتابه. عمل كذلك على تحسين الظروف الاقتصادية والاجتماعية والتعليمية في أفريقيا. انخرط كذلك في العمل في سيراليون، وهي مستعمرة تأسست في عام 1792 للعبيد المحررين من بريطانيا في غرب أفريقيا.

### 10 معلومات عن أولوداه اكيوانو موقع اليوم 4 نيوز
1. ↑   https://pantheon.world/profile/person/Olaudah_Equiano. اطلع عليه بتاريخ 2017-10-09. {{استشهاد ويب}}: |url= بحاجة لعنوان (مساعدة) والوسيط |title= غير موجود أو فارغ (من ويكي بيانات) (مساعدة)
2. ↑  Encyclopædia Britannica | Olaudah Equiano (بالإنجليزية), QID:Q5375741
3. ↑  Babelio | Olaudah Equiano (بالفرنسية), QID:Q2877812
4. ↑  Lovejoy، Paul E. (2006). "Autobiography and Memory: Gustavus Vassa, alias Olaudah Equiano, the African". Slavery & Abolition. ج. 27 ع. 3: 317–347. DOI:10.1080/01440390601014302.-->
5. ↑  Christer Petley, White Fury: A Jamaican Slaveholder and the Age of Revolution (Oxford: Oxford University Press, 2018), p. 151.
6. ↑  "Olaudah Equiano". BBC History. مؤرشف من الأصل في 13 يوليو 2006. اطلع عليه بتاريخ 5 يوليو 2006.
7. ↑  Equiano، Olaudah (2005). The Interesting Narrative of the Life of Olaudah Equiano. مؤرشف من الأصل في 2013-12-31.
8. ↑  Walvin، James (2000). An African's Life: The Life and Times of Olaudah Equiano, 1745–1797. Continuum International Publishing Group. ص. 71. ISBN:978-0-8264-4704-3. مؤرشف من الأصل في 2021-06-25.
9. ↑  Douglas Chambers, "'Almost an Englishman': Carretta's Equiano" نسخة محفوظة 8 October 2014 على موقع واي باك مشين., H-Net Reviews, November 2007. Retrieved 28 September 2014.
10. ↑  Lovejoy (2006), p. 332.
11. 1 2  Paul E. Lovejoy, "Autobiography and Memory: Gustavus Vassa, alias Olaudah Equiano, the African" نسخة محفوظة 4 March 2016 على موقع واي باك مشين., Slavery and Abolition 27, no. 3 (2006): 317–347.
12. ↑  "Chelmsford". Chelmsford Chronicle. 5 مايو 1786. ص. 3.
13. ↑  Kamille Stone Stanton and Julie A. Chappell (eds), Transatlantic Literature in the Long Eighteenth Century, Newcastle upon Tyne: Cambridge Scholars, 2011.
14. ↑  Hinds، Elizabeth Jane Wall (Winter 1998). "The Spirit of Trade: Olaudah Equiano's Conversion, Legalism, and the Merchant's Life". The African American Review. ج. 32 ع. 4: 635–647. DOI:10.2307/2901242. JSTOR:2901242.
15. ↑  "Excerpt from Chap. 10, An Interesting Narrative". مؤرشف من الأصل في 2 فبراير 2014. اطلع عليه بتاريخ 28 يناير 2014.